# قصف بساطي
قصف بساطي (بالإنجليزية:Carpet bombing) هي عملية قصف كبيرة في منطقة كبيرة عادة عن طريق إسقاط كثير من القنابل الغير الموجهة كالقنابل الجاذبية. القصف البساطي هو تكتيك يهدف للتدمير الكامل للمنطقة المستهدفة، أو لتدمير الأفراد والعتاد، أو كوسيلة لاضعاف الروح المعنوية للعدو. في جملة استدعاء صورة القنابل تغطي كامل المساحة، بنفس الطريقة التي يغطي البساط الأرضية.

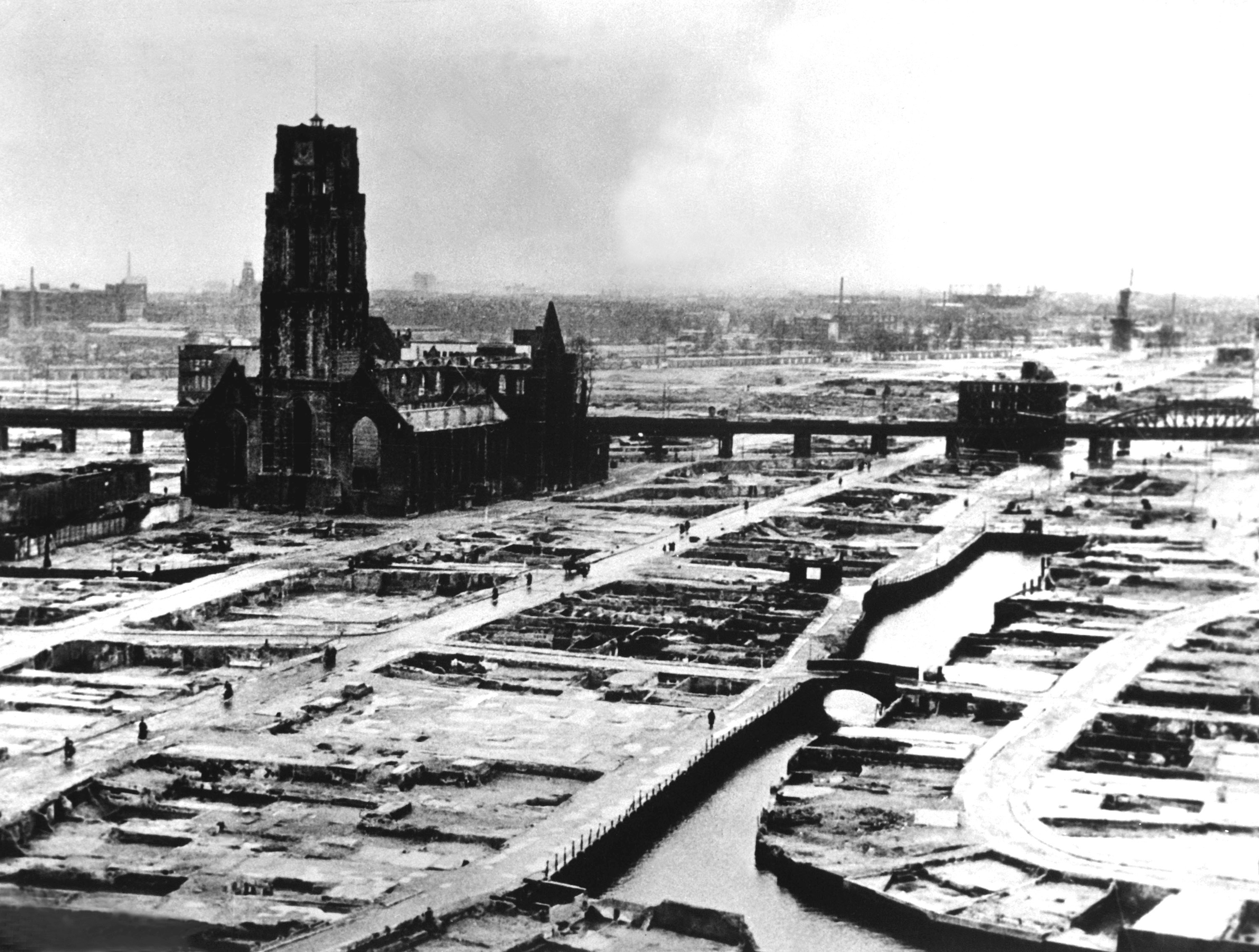
14 ماي 1940 في 13:22 القاذفات الألمانية تقوم بقصف بساطي في روتردام

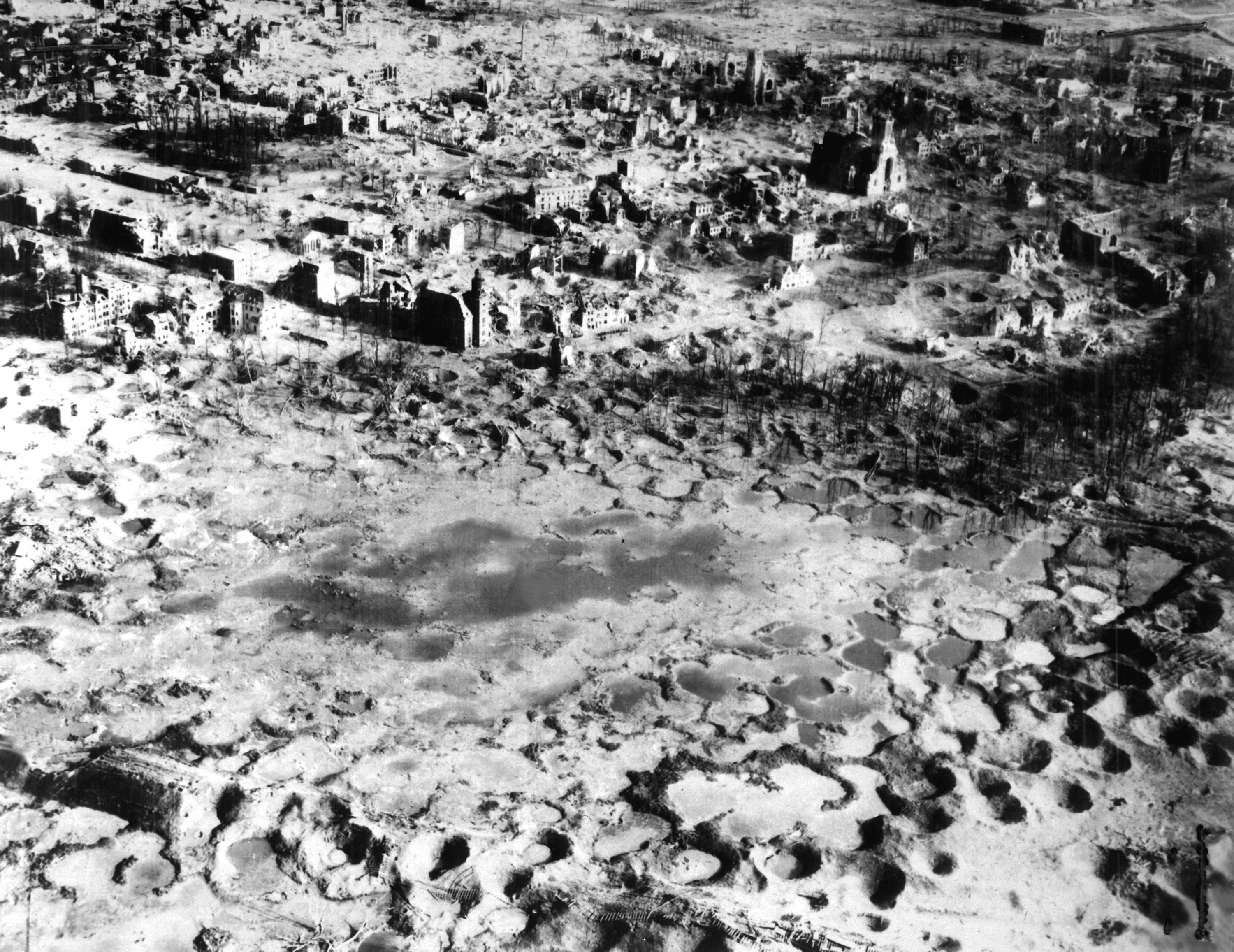
97% من مدينة ويزل كان قد دمر قبل سيطرة الحلفاء عليها.

## في التاريخ الحديث

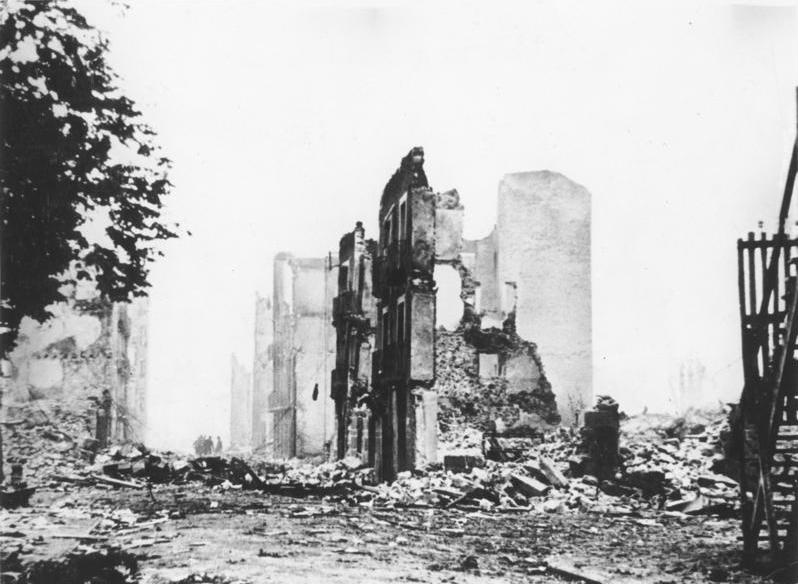
آثار قصف غرنيكا، وهي قرية تقع في إقليم الباسك الإسباني، والذي وقع في 26 أبريل 1937 خلال الحرب الأهلية الإسبانية.

مفهوم القصف البساطي تتأثر بشدة بنظريات الحرب من الاستراتيجي الإيطالي جوليو دوهيت، الذي اقترح أن الحروب المقبلة ستخوضها جيوش وأساطيل لتشتيث الانتباه، في حين تقوم اسراب سلاح الجو بمهاجمة قوات العدو ومراكزه المدنية. وبعد أيام قليلة من هذا التدمير، حسب رايه، سيقة د إلى مفاوصات من أجل السلام من طرف واحد.
هذه النظرية كانت مدعومة بقوة من جانب الصحافة وصناعة الترفيه فكتاب هربرت جورج ويلز شكل الاشياء القادمة يتضمن وصفا مرعبا لتدمير جوي لمدينة، وأصبح عنصرا أساسيا في التفكير العسكري. لا دفاع كان من الممكن التفكير فيه؛ سلاح الجو الملكي اكد أنه من البديهي أن المدفعي سوف يحصل دائما على طريق، بل والطائرة هوكر هارت في ذلك الوقت كانت أسرع من أي مقاتلة عدوة. مع عدم وجود وسيلة للكشف المستبق، كانت الطائرة المقاتلة خطرة وآمنة نسبيا في نفس الوقت.
مفهوم الإبادة الكاملة للأهداف المدنية كوسيلة لتقصير الحروب كان قد اختبر خلال الحرب الأهلية الإسبانية، عندما هاجمت القوات الألمانية (فيلق كوندور) وقصفت مدينة غرنيكا الأسبانية في عدة موجات في يوم واحد، مما تسبب في سقوط العديد من الضحايا. على الرغم من أن هذا في الوقت الراهن يعتبر عملا غير إنسانيا، فإن هذا الأسلوب لم يكن فيه أي انتهاك للمعاهدات في ذلك الوقت وبالتحديد المتطابقة مع العقائد العسكرية للعهد. العقيد العام البارون فولفرام فون ريشتهوفن (ابن عم ومانفريد فون ريشتهوفن، ويعرف أيضا باسم البارون الأحمر) قد يكون المحرض على تفجير هذه القضية. 
وقد تبع ذلك استخدام نفس التقنية على اهداف المشاة خلال معركة الماكوزو بعد بضعة أشهر.في هذه الحالة القوات المستهدفة كانت قد توزعت على المنحدرات الصخرية وقد علم فيلق كوندور ان قصف بساطي كان أقل فعالية بكثير في مثل هذه التضاريس.